# El Viejo (historieta)
El Viejo es una novela gráfica creada por los artistas uruguayos Alceo Thrasyvoulou (guion ) y Matías Bergara (dibujos). El libro fue lanzado en 2013 por las editoriales Dragón Comics (Uruguay) y Loco Rabia (Argentina) con la colección de las historietas de mismo título originalmente publicadas entre abril de 2010 y mayo de 2013 en la revista Freeway, y material inédito dibujado por Richard Ortiz. En 2014, El Viejo ganó el Troféu HQ Mix (más importante premio brasileño de historietas) en la categoría "destacado latinoamericano".